# Anemone exigua
Anemone exigua är en ranunkelväxtart som beskrevs av Carl Maximowicz. Anemone exigua ingår i släktet sippor, och familjen ranunkelväxter. Utöver nominatformen finns också underarten A. e. shanxiensis.